# Alexander Giertz

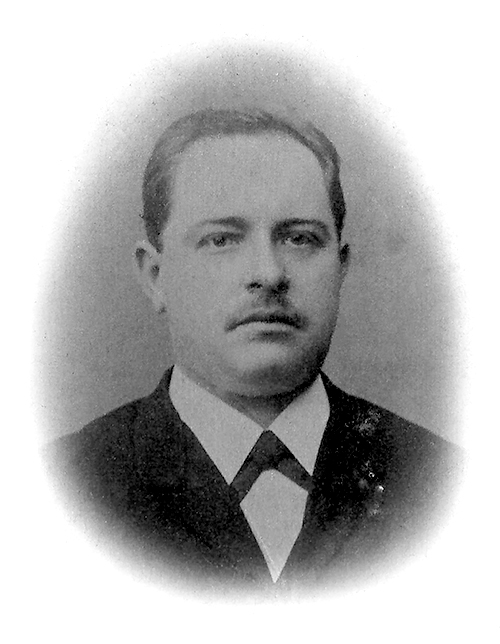
Alexander Giertz um 1896, aufgenommen in Petershagen

Alexander Giertz (* 14. Juli 1860 in Berlin; † 5. Januar 1910 in Petershagen) war ein deutscher Pfarrer, Chronist und Regionalhistoriker, der besonders für seine geschichtlichen Forschungen und Veröffentlichungen zum Barnim und seiner Entwicklung bekannt wurde.

## Leben und Wirken
Giertz studierte Philosophie und Theologie in Berlin und wurde noch vor seinem 1. Examen für zwei Jahre „als Kandidat, ... von der St. Johannis-Kirche zu Berlin zur Aushilfe der dort beschäftigten Geistlichen bestellt“. Nach dem Theologischen Examen wurde er als Hülfsprediger in der Oberkirche Cottbus und Bobersberg b. Crossen angestellt, bis ihm 1890 als „fundirter Hülfsprediger mit Wohnsitz in der mater conjuncta Petershagen“ übertragen wurde.
Er engagierte sich sehr für die Kirchengemeinden Petershagen und Eggersdorf, welche Ende des 19. Jahrhunderts durch den Ausbau der Ostbahn eine Blütezeit erlebten.
Am 18. Dezember 1899 gründete Giertz den „Verein für Heimatkunde zu Petershagen und Eggersdorf“. Der Verein umfasste 150 Mitglieder, darunter auch viele Frauen und widmete sich bei Zusammenkünften Vorträgen und Ausflügen zur märkischen Heimatgeschichte.
Mit dem Verein finanzierte er sich seine Veröffentlichungen darunter auch sein Hauptwerk Bausteine zu einer Geschichte des Barnim sowie seiner Dörfer Petershagen und Eggersdorf. im Jahre 1903. Diese Chronik war nicht öffentlich erhältlich, sondern wurde nur in einer Auflage von 200 Stück von Giertz an Freunde und Bekannte ausgegeben. Zwei Exemplare sind heute noch bekannt, eins im Kirchenarchiv von Eggersdorf (1935 von Oskar Riese erworben) und eins im Besitz des neuen Vereins für Heimatkunde zu Petershagen und Eggersdorf.
Am 5. Januar 1910 erlag Giertz einer schweren Krankheit. Er liegt neben der Kirche in Petershagen mit seiner Frau Johanna Flora begraben.
Noch heute dienen die Werke von Giertz als Grundlage der Heimatforschung im Landkreis Barnim und Märkisch-Oderland. Nach ihm wurden zwei Straßen in Petershagen und Altlandsberg benannt.

## Werke
- Bausteine zu einer Geschichte des Barnim sowie seiner Dörfer Petershagen und Eggersdorf. 1903
- Hg.: Chronik der Gemeinde Weißensee bei Berlin, 1905/1906